# Добро и зло

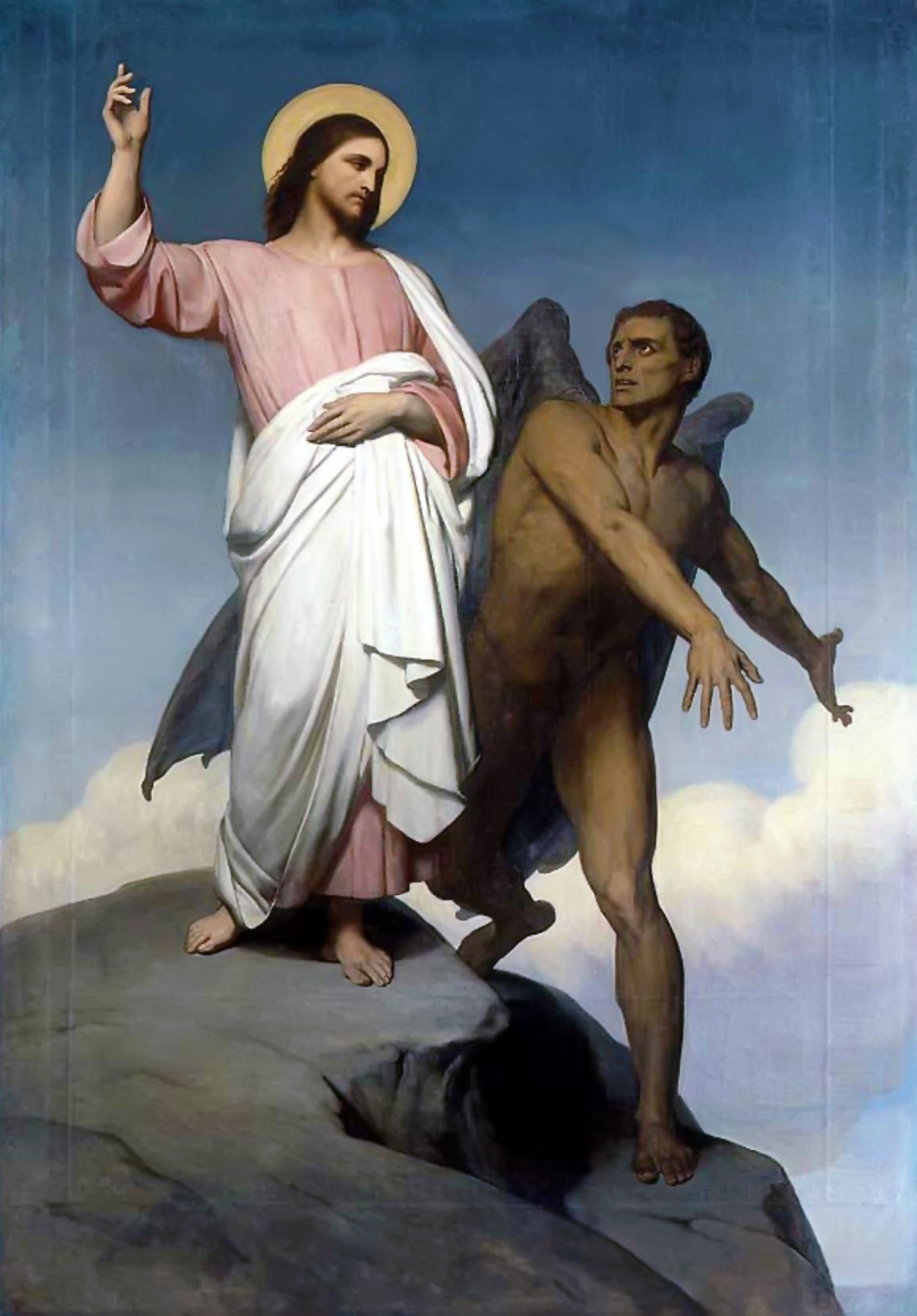
Христос и дьявол — классические символы дихотомии добра и зла.
(Искушение Христа. худ. Ари Шеффер, 1854 г.)

Добро и зло — в философии, этике и религии дихотомия нормативно-оценочных категорий, означающих в обобщённой форме, с одной стороны, должное и нравственно-положительное, а с противоположной — нравственно-отрицательное и осуждаемое.

## Общее представление
Различные религиозные культуры, например, авраамические, манихейские, зороастризм, а также подверженные духовному влиянию буддизма, как правило, воспринимают дихотомию добра и зла в качестве антагонистического дуализма, в котором зло должно проигрывать.
В любом языке есть слова, выражающие добро и зло. Это своего рода культурная универсалия, объединяющая моральные суждения как хорошо — плохо, правильно — неправильно, желательно — нежелательно. В наше время суть этой дихотомии, обычно касается в части добра — любви, справедливости, счастья, добродетели, созидания, а в части зла — разрушения, порока, умышленного причинения вреда, дискриминации, унижения, актов не избирательного насилия. Особенностью человеческого поведения является способность одновременного выполнения и добрых, и злых действий.
Некоторые исследователи, например, Эдвард О. Уилсон или Франс де Ваал рассматривают вопросы морали, в частности понятия добра и зла, как вполне применимые и в биологии.

## Причины существования
Начиная с древности, имеется множество точек зрения на причины существования добра и зла. Их можно рассмотреть в зависимости от отношения к двум определениям:
- объективно и действительно необходимое для существования человечества.
- необходимое для существования с точки зрения людей.

При таком подходе, причины добра и зла укрупнённо делятся на материалистические и идеалистические.

### Материалистические причины
Материалистические причины связывают понятия добра и зла с законами человеческой природы, которые возникают на самых ранних стадиях развития личности. В частности, с естественным устремлением людей, так называемым натурализмом; с наслаждением-страданием (гедонизмом); счастьем-несчастьем (эвдемонизмом) и т. п.
Эти понятия тесно связаны с социальными условиями, то есть с конкретными противоречиями жизни общества, их влиянием на мораль определённых эпох и общественных систем. Более того, как полагал Ф. Энгельс: «Представления о добре и зле так сильно менялись от народа к народу, от века к веку, что часто прямо противоречили одно другому»:94. В. Ленин, в свою очередь, дополнял, что идея добра и зла всегда совпадает с текущими требованиями людей к действительности:195.

### Идеалистические причины
Идеалистические причины исходят из божественного замысла, что придаёт соперничеству добра и зла либо метафизический смысл, либо сводит эти понятия к выражению субъективных пожеланий, склонностей, симпатий и антипатий человека. В свою очередь, религиозные учения отождествляют добро со знанием истины — человеческой ценности, святости, божественности, а зло рассматривают как следствие неведения этой истины или относят к ненормальным отклонениям в поведении, что является результатом человеческого несовершенства (см., например, «Грехопадение»).

## Добро и зло в метаэтике
Метаэтика как философская дисциплина занимается изучением природы добра и зла. Она отвечает на вопросы об их объективном существовании и соотношении с естественными, природными свойствами: существуют ли добро и зло? независимы ли они от социальных практик и мнений людей? тождественны ли они каким-либо естественным свойствам? При ответе на данные вопросы в рамках метаэтики сложились две главные точки зрения — моральный реализм и моральный антиреализм или нигилизм, первый из которых признаёт существование добра и зла, а второй его отвергает. Реализм, в свою очередь, разделяется на моральный натурализм, который утверждает, что добро и зло тождественны естественным свойствам, например, счастью и несчастью, и моральный нон-натурализм, для которого добро и зло являются простыми, нередуцируемыми свойствами особого рода.

## Дихотомия добра и зла в культуре

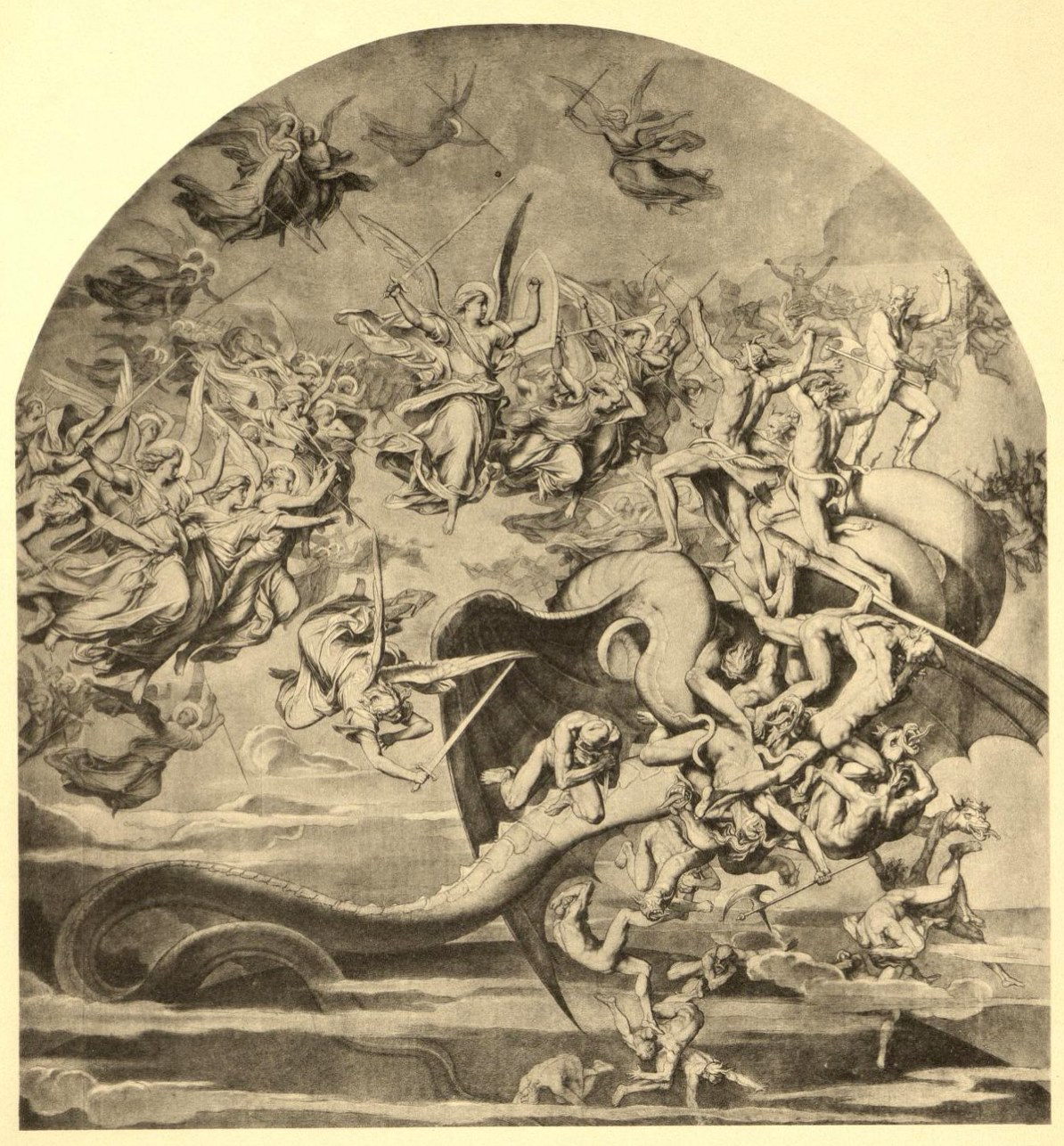
Ф. А. Бруни. Борьба добрых духов со злыми (эскиз для Исаакиевского собора, 1840-е гг.)

Дихотомия добра и зла давно стала своего рода мемом общечеловеческой культуры. Широко встречается в искусстве, в частности, в литературе (см., например, у А. Фета или Ф. Ницше), и живописи, особенно религиозного содержания (см. иллюстрацию статьи).
Кроме того, добро и зло — популярный предмет дискуссии разных слоёв общества и, как следствие, является одной из тем высказываний известных людей. Например:
- Всякое в мире добро можно во зло обратить. — Овидий[16].
- Нет худа без добра. — Плиний Старший[17].
- Не знаю, что лучше — зло ли, приносящее пользу, или добро, приносящее вред. — Микеланджело[18].
- Причинять людям зло большей частью не так опасно, как делать им слишком много добра. — Ларошфуко[19].
- Когда Добро бессильно, оно — Зло. — О. Уайльд[20].
- Зло не может позволить себе роскоши быть побеждённым; Добро — может. — Р. Тагор[21].